# Кюр (учебно-спортивный центр)
Олимпийский учебно-спортивный центр «Кюр» (азерб. “Kür” Olimpiya Tədris-İdman Mərkəzi) — гребная база, расположенная в городе Мингечевир на реке Кура в Азербайджане.

## История
Олимпийский центр гребной подготовки «Кура» всесоюзного значения был создан в 1964 году. Архитектором спортивного комплекса гребной базы был Т. А. Ханларов. 
В 2004 году президент Азербайджана Ильхам Алиев во время поездки в Мингечевир побывал на бывшей гребной базе «Кюр» и дал поручения о его реконструкции. После подготовки проектно-сметной документации базы в 2007 году начались строительные работы. 
В октябре 2010 года состоялось открытие реконструированного центра, в котором приняли участие президент страны Ильхам Алиев и его супруга Мехрибан Алиева.

## Описание
В комплексе расположены административное здание, плавательный бассейн, шестиэтажная гостиница в форме корабля на 250 мест, спортивный зал, гребной клуб, коттеджи, теннисный корт, ангар для хранения лодок, судейская башня.

Бассейн олимпийского центра Кюр

## Соревнования
В центр ежегодно на учебно-тренировочные сборы и проведение отборочных и иных соревнований приезжали гребцы СССР и союзных республик.
С 2007 года во вспомогательной части базы проводится международная регата по гребле «Кубок Президента». В 2023 и 2024 годах кубок был включён в официальный календарь Европейской ассоциации каноэ. 
В центре были организованы также соревнования по гребле на байдарках и каноэ в рамках первых Европейских игр 2015.
3 - 4 сентября 2024 года в центре пройдёт чемпионат Азербайджана по академической гребле, байдаркам и каноэ.
С 16 по 18 октября 2024 года в центре и на Кенделанчайском водохранилище состоится Мингечевирская регата.

### Кубок Президента 2024
Кубок Президента 2024 прошёл в с 30 апреля по 3 мая. В кубке приняли участие 30 команд из 20 стран, в том числе Болгарии, Хорватии, Эстонии, Грузии, Германии, Греции, Венгрии, Казахстана, Кыргызстана, Латвии, Литвы, Молдовы, Польши, Сербии, Словении, Испании, Таджикистана, Турции, Украины и Узбекистана. 
30 апреля состоялся официальный парад регаты.
На Суговушанском водохранилище 1 мая состоялись заплывы на байдарках и каноэ на дистанции 200 и 500 метров.
2 - 3 мая в центре Кюр прошли соревнования на байдарках, каноэ и академических лодках.